# Camela Leierth
Camela Leierth, född Camela Lina Petronella Kristoffersson 15 april 1975 i Nederkalix församling, är en svensk sångerska och kompositör. 

## Karriär
Leierth är medförfattare till låten "Walking On Air" som är med på Katy Perrys album Prism. Hon sjunger låten Stupid i soundtracket till Smala Sussie och Always on My Mind i SJ:s reklamkampanj "Upptäck Sverige" och även "Too High" i en av Glocalnets reklamfilmer.
Hon medverkar även på låtarna Vy från ett luftslott och Generation ex på bandet Kents album Tillbaka till samtiden. På Kents två spelningar i Baltiska hallen i Malmö 22 och 23 mars 2008 var Leierth med och framförde den senare live tillsammans med Kent. Hon spelade som förband under Kents vårturné 2010.
Leierth sjöng även i bandet Starlet, som senare bytte namn till Dead Starlet. Sommaren 2010 släppte hon sin solodebutskiva Time heals nothing på Universal Music. Dagens Nyheter gav den betyget 3.